# Martin Grenier
Martin Grenier (* 2. November 1980 in Laval, Québec) ist ein ehemaliger kanadischer Eishockeyspieler, der im Verlauf seiner aktiven Karriere zwischen 1997 und 2013 unter anderem 416 Spiele in der American Hockey League (AHL) auf der Position des Verteidigers bestritten hat. Darüber hinaus absolvierte Grenier, der den Spielertyp des Enforcers verkörperte, weitere 18 Partien für die Phoenix Coyotes, Vancouver Canucks und Philadelphia Flyers in der National Hockey League (NHL).

## Karriere
Martin Grenier begann seine Karriere als Eishockeyspieler in der kanadischen Juniorenliga Ligue de hockey junior majeur du Québec (LHJMQ), in der er von 1997 bis 2001 für die Remparts de Québec und Tigres de Victoriaville aktiv war. In diesem Zeitraum wurde er im NHL Entry Draft 1999 in der zweiten Runde als insgesamt 45. Spieler von der Colorado Avalanche ausgewählt, für die er allerdings nie spielte.
Stattdessen unterschrieb der Verteidiger am 27. Juni 2001 als Free Agent einen Vertrag bei den Phoenix Coyotes, für die er von 2001 bis 2003 in acht Spielen in der National Hockey League (NHL) auf dem Eis stand. Die meiste Zeit verbrachte er jedoch bei deren Farmteam aus der American Hockey League (AHL), den Springfield Falcons. Nach einer Spielzeit bei den Vancouver Canucks und deren AHL-Kooperationspartner Manitoba Moose, wurde der Linksschütze am 9. März 2004 zusammen mit R. J. Umberger im Tausch für Martin Ručínský an die New York Rangers abgegeben. In den zwei Jahren im Franchise der New York Rangers kam der Verteidiger ausschließlich für deren Farmteams, das Hartford Wolf Pack aus der AHL und die Charlotte Checkers aus der ECHL, zum Einsatz, wobei er für die Checkers einzig während des Lockouts in der NHL-Saison 2004/05 in vier Spielen auflief. Von 2006 bis 2008 stand der Kanadier bei den Philadelphia Flyers unter Vertrag, für die er allerdings nur drei Spiele während der Saison 2006/07 in der NHL absolvierte. Die restliche Zeit spielte er für deren AHL-Farmteam Philadelphia Phantoms.
Zur Saison 2008/09 unterschrieb Grenier einen Vertrag beim HK Traktor Tscheljabinsk aus der neu gegründeten Kontinentalen Hockey-Liga (KHL), für den er in seiner ersten Spielzeit in 49 Spielen zwei Tore erzielte und fünf Vorlagen gab. Nach einer weiteren Saison in Russland zog sich der Abwehrspieler aus dem professionellen Geschäft zurück und pausierte für ein Jahr. Nachdem er jedoch im Sommer 2011 bereits zum dritten Mal im Entry Draft der semiprofessionellen Ligue Nord-Américaine de Hockey (LNAH) – diesmal von den Marquis de Saguenay an zweiter Stelle – ausgewählt worden war, schloss er sich zur Saison 2011/12 dem Team an. Er verbrachte dort ein Jahr und zog dann mit der Organisation um, die fortan als Marquis de Jonquière firmierte. Mit den Marquis gewann er am Ende der Saison 2012/13 die Meisterschaft der LNAH in Form der Coupe Canam. Anschließend beendete der 32-Jährige seine Karriere endgültig.

## Erfolge und Auszeichnungen
- 1999 Teilnahme am CHL Top Prospects Game
- 2013 Coupe-Canam-Gewinn mit den Marquis de Jonquière

## Karrierestatistik
(Legende zur Spielerstatistik: Sp oder GP = absolvierte Spiele; T oder G = erzielte Tore; V oder A = erzielte Assists; Pkt oder Pts = erzielte Scorerpunkte; SM oder PIM = erhaltene Strafminuten; +/− = Plus/Minus-Bilanz; PP = erzielte Überzahltore; SH = erzielte Unterzahltore; GW = erzielte Siegtore; 1 Play-downs/Relegation; Kursiv: Statistik nicht vollständig)